# 성서탈적
성서탈적(聖庶奪嫡)은 고려, 조선 왕조 시대 한국에서 정실 부인에게 아들이 없는 경우, 측실, 첩이 낳은 아들을 정실 부인의 아들로 하는 것이었다. 이때 정실 부인의 아들이 된 서자는 양자가 아닌 자(子)로 족보에 등재된다. 성서탈적으로 서자를 정실 부인의 아들로 삼은 것은 조선 후기의 왕족 출신 무신 이경유가 아들이 없어 서자 이기축을 적자로 삼은 것과 일제강점기 김성근이 자신의 서자 김병칠을 정실부인의 양자로 입적한 것, 그리고 김병칠이 일찍 죽자 첩의 또다른 아들 김병팔의 아들 김호규를 김병칠의 양자로 삼은 것 등이 존재한다.
그러나 일부 양반 사대부들은 서자가 있더라도 서자 대신 다른 친척이나 형제의 아들을 양자로 들였다. 서자 이전인이 있었는데도 5촌 조카 이응인을 양자로 들인 성리학자 회재 이언적과 서자 이윤용이 있었는데도 친척의 아들 이완용을 정실부인의 양자로 들인 이호준이 대표적인 사례이다. 성서탈적의 개념은 1920년대부터 한국에서 고아 혹은 혈연관계가 없는 아이를 양자, 양녀로 입양하면서 서서히 사라지게 되었다.

## 예송 관련
효종의 사후 예송 논쟁에서 송시열, 송준길은 효종을 인조의 장남이 아니므로 주자가례에 입각하여 중자를 부르는 칭호로써 서자라 칭했다. 그리고 효종이 인조의 장자가 아니며 인조의 장남 소현세자가 성장하여 자손을 둔 뒤에 사망하였으므로 효종의 계승을 성서탈적으로 이해하였다. 이는 허목, 윤선도, 윤휴 등이 서인의 이론을 문제삼는 이념공세, 사상공세의 원인이 된다.

## 같이 보기
- 서자
- 서얼 허통
- 승중
- 성리학
- 예송